# 稲田穣
稲田 穣（いなだ じょう、1902年〈明治35年〉10月8日 - 没年不明）は、昭和時代前期の台湾総督府官僚。花蓮港庁長。

## 経歴
茨城県水戸市に生まれる。1926年（大正15年）3月、東京帝国大学法学部を卒業し、在学中の1925年（大正14年）11月に高等試験行政科に合格する。大学卒業後直ちに台湾総督府に奉職し交通局逓信部書記を拝命する。海事課船舶掛長、基隆郵便局長、台中郵便局長、本部為替貯金課長、庶務課長兼為替貯金課長、監理課長、兼海事課長、本部保険課長兼為替貯金課長を経て、1941年（昭和16年）10月、台北州総務部長に就任した。1943年（昭和18年）3月、花蓮港庁長となり、その後、台湾総督府港務局長に就任した。1944年（昭和19年）退官した。
戦後は東京電気土木相談役となった。